# Ленинский (Кущёвский район)
Ленинский — упразднённый хутор в Кущёвском районе Краснодарского края России. На момент упразднения входил в состав Шкуринского сельского поселения. В 2002 году хутор исключён из учётных данных.

## География
Располагался южнее реки Мокрая Чубурка, на расстоянии примерно в 3 км (по прямой) к северуу от окраины хутора Гудко-Лиманский.

## История
Постановление Законодательного Собрания Краснодарского края от 29 мая 2002 г. № 1512-П хутор исключён из учётных данных.

## Население
По данным на 1999 год на хуторе отсутствовало постоянное население.